# Річка Мишиха
Річка Мишиха (рос. Речка Мишиха) — селище Кабанського району, Бурятії Росії. Входить до складу Сільського поселення Танхойське.
Населення — 18 осіб (2015 рік).